# Turismo LGBT en Sudáfrica

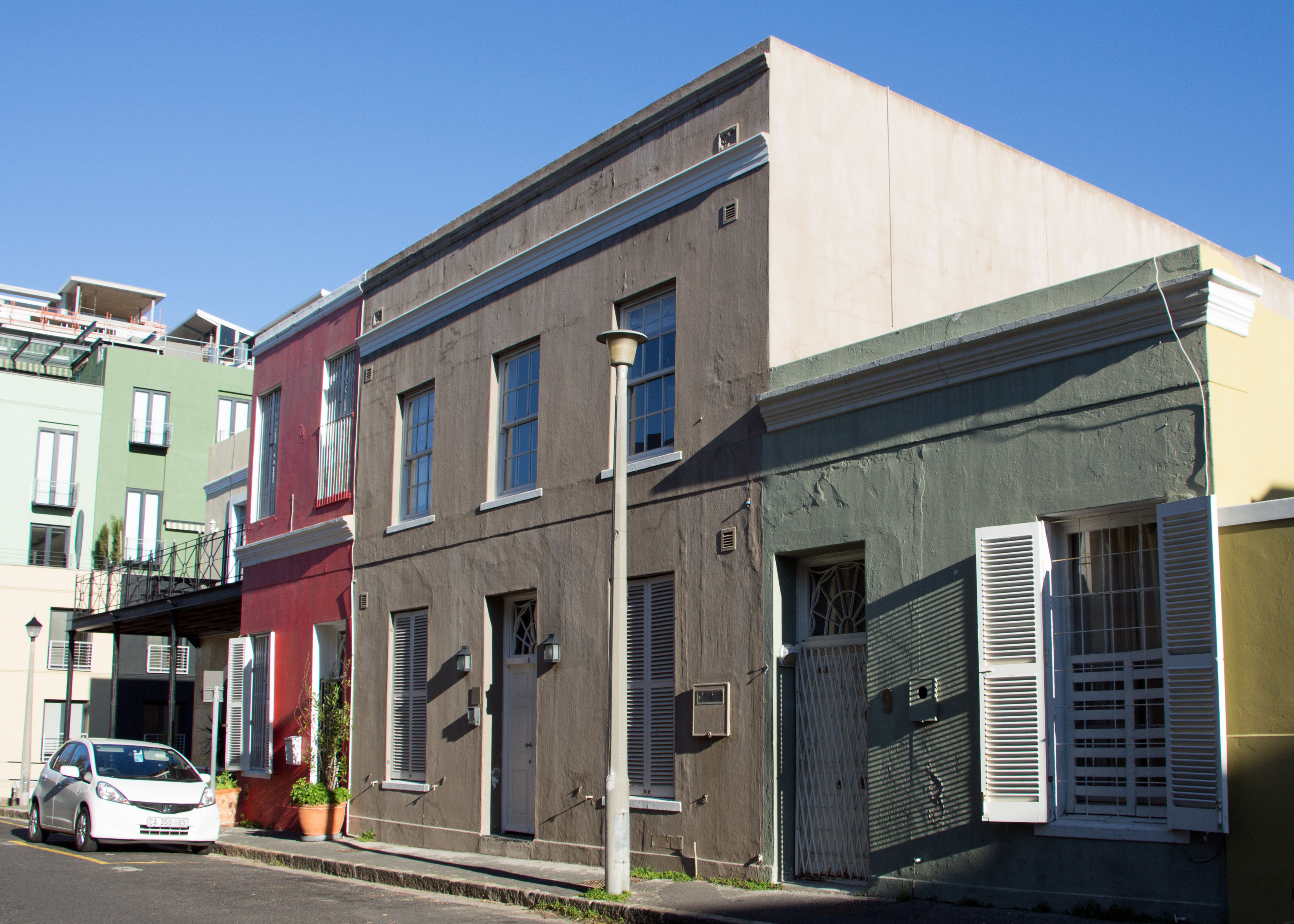
Alojamiento vacacional gay-friendly en De Waterkant, Ciudad del Cabo.

El turismo LGBT en Sudáfrica es una forma de turismo de nicho comercializado para personas homosexuales, lesbianas, bisexuales y transgénero (LGBT) que visitan Sudáfrica. Ciudad del Cabo es el destino más popular para los turistas LGBT en Sudáfrica y está considerada como la capital gay de África, ya que alberga el festival del Orgullo de Ciudad del Cabo en febrero/marzo, el Mother City Queer Project en diciembre y el Festival de Cine Out in Africa en septiembre/octubre de cada año. Otros eventos regionales incluyen el Pink Loerie Mardi Gras en Knysna, Cabo Occidental.

## Ciudad del Cabo
La popularidad de Ciudad del Cabo como destino turístico LGBT dentro de Sudáfrica se debe en gran parte a su belleza natural, playas de arena blanca, clima templado y una fuerte cultura de tolerancia posterior al apartheid. La Constitución liberal sudafricana posterior a 1994 consagra los derechos de las personas independientemente de su raza, sexo, religión u orientación sexual o identidad de género.
De Waterkant, la zona junto al centro de la ciudad de camino al Estadio de Ciudad del Cabo, es un barrio gay con una alta concentración de casas de huéspedes, hoteles, pubs y discotecas. La zona es el epicentro del festival del Orgullo de Ciudad del Cabo y un buen lugar en cualquier momento para ver el desfile. Otras atracciones incluyen la abundancia de buenos restaurantes de la ciudad y su proximidad a las tierras vinícolas de Boland y el valle de Constantia.